# Andrea Gardini
Andrea Gardini (Bagnacavallo, 10 de outubro de 1965) é um ex-jogador de voleibol da Itália que competiu nos Jogos Olímpicos de 1988, 1992, 1996 e 2000.
Em 1988, ele participou de sete jogos e o time italiano finalizou na nona colocação na competição olímpica. Quatro anos depois, Andrea jogou em oito confrontos e terminou na quinta posição com o conjunto italiano no campeonato olímpico de 1992. Em 1996, ele fez parte da equipe italiana que conquistou a medalha de prata no torneio olímpico, no qual atuou em oito partidas. Gardini fez a sua última participação em Olimpíadas nos jogos de 2000, onde participou de cinco partidas e ganhou a medalha de bronze com a seleção italiana. Em 2007, foi introduzido no Volleyball Hall of Fame em Holyoke, Massachusetts.